# Ambur
Ambur là một thành phố và khu đô thị của quận Vellore thuộc bang Tamil Nadu, Ấn Độ.

## Địa lý
Ambur có vị trí 12°47′B 78°42′Đ / 12,78°B 78,7°Đ Nó có độ cao trung bình là 316 mét (1036 feet).

## Nhân khẩu
Theo điều tra dân số năm 2001 của Ấn Độ, Ambur có dân số 99.855 người. Phái nam chiếm 50% tổng số dân và phái nữ chiếm 50%. Ambur có tỷ lệ 70% biết đọc biết viết, cao hơn tỷ lệ trung bình toàn quốc là 59,5%: tỷ lệ cho phái nam là 75%, và tỷ lệ cho phái nữ là 64%. Tại Ambur, 13% dân số nhỏ hơn 6 tuổi.